# Invenzione (opera)
Invenzione è una installazione realizzata nel 2004 dai coniugi Franz West e Tamuna Sirbiladze.

## Descrizione
L'opera è stata creata nel 2004 nell'ambito dell'iniziativa Le Opere e i Giorni, curata da Achille Bonito Oliva, ed è attualmente conservata nella cella certosina 1 della Certosa di Padula.
L'opera presenta vari contenuti: sulla parete illuminata dal giardino, infatti, una distesa di arance va a comporre la parola "Gnomon", accanto alla quale troneggia, su apposito supporto, un televisore funzionante e, senza apparente significato, un estintore. Affiancati, due divani che possono accogliere gli spettatori, per permettere loro di fruire "dall'interno" l'opera.

## Significato
West e Sirbiladze, attraverso l'accostamento di oggetti comuni e simboli enigmatici, hanno voluto indicare una pluralità di significati: in primo luogo, la scritta Gnomon vuole indicare un antico strumento, lo Gnomone, mentre l'Estintore intende l'estinzione, ossia l'estinguersi di tutte le notizie false provenienti dall'esterno e il televisore, invece, indica un collegamento con il mondo esterno.